# PROGLUTION TOUR 2008
『PROGLUTION TOUR 2008』（プログリューション ツアー にせんはち）は、UVERworldの2枚目のライブDVDである。発売元はgr8!records (SME)。

## 概要
前作『LIVE at SHIBUYA-AX from Timeless TOUR 2006』からおよそ2年半ぶりとなる2枚目のライブDVD。2008年に行われた4度目の全国ツアー"UVERworld PROGLUTION TOUR 2008"にて4月9日に行われたNHKホールでのライブ映像を収録している。
計17曲+ツアーオフショットなどが収められた。初回生産限定盤にはDVD未収録を含むライブ音源3曲を収録したCDが付属。
UVERworldのリリース作品（CD・DVD）では初となるウィークリーランキング初登場1位（デイリー1位は2ndアルバム『BUGRIGHT』がすでに記録している）。
キャッチコピーは、『「あなたも、目撃者になる」』

## 収録内容

### DVD
- ドキュメント映像は赤字で表記。

全編曲：UVERworld、平出悟
1. to the world (SE)
  - 作詞・作曲：TAKUYA∞

3rdアルバム『PROGLUTION』収録曲。インスト曲。
2. brand new ancient
  - 作詞：TAKUYA∞ / 作曲：TAKUYA∞、彰

3rdアルバム『PROGLUTION』収録曲。
3. 病的希求日記
  - 作詞・作曲：TAKUYA∞

3rdアルバム『PROGLUTION』収録曲。
4. GROOVY GROOVY GROOVY
  - 作詞：TAKUYA∞ / 作曲：TAKUYA∞、彰

3rdアルバム『PROGLUTION』収録曲。
5. Colors of the Heart
  - 作詞：TAKUYA∞, Alice ice / 作曲：TAKUYA∞

4thシングル。2ndアルバム『BUGRIGHT』収録曲。
6. 神集め
  - 作詞・作曲：TAKUYA∞

3rdアルバム『PROGLUTION』収録曲。
7. forecast map 1955 ～ ENERGY
（forecast map 1955）
作詞・作曲：TAKUYA∞
（ENERGY）
作詞・作曲：TAKUYA∞
「forecast map 1955」は3rdアルバム『PROGLUTION』収録曲。「ENERGY」は9thシングル「浮世CROSSING」のカップリング曲。3rdアルバム『PROGLUTION』収録曲。
8. シャカビーチ〜Laka Laka La〜
  - 作詞：TAKUYA∞ / 作曲：UVERworld

8thシングル。3rdアルバム『PROGLUTION』収録曲。
9. expod-digital
  - 作詞：TAKUYA∞ / 作曲：UVERworld

3rdアルバム『PROGLUTION』収録曲。インスト曲。
10. 妙策号外ORCHESTRA ～ UNKNOWN ORCHESTRA
（妙策号外ORCHESTRA）
  - 作曲：TAKUYA∞

（UNKNOWN ORCHESTRA）
  - 作詞・作曲：TAKUYA∞

「妙策号外ORCHESTRA」は3rdアルバム『PROGLUTION』収録曲。「UNKNOWN ORCHESTRA」は7thシングル「endscape」のカップリング曲。3rdアルバム『PROGLUTION』収録曲。
11. Nitro
  - 作詞：TAKUYA∞, Alice ice / 作曲：TAKUYA∞、彰

1stアルバム『Timeless』収録曲。
12. endscape
  - 作詞：TAKUYA∞ / 作曲：UVERworld

7thシングル。3rdアルバム『PROGLUTION』収録曲。前奏の短いアルバムバージョンで演奏された。
13. D-tecnoLife
  - 作詞・作曲：TAKUYA∞

1stシングル。1stアルバム『Timeless』収録曲。
14. 浮世CROSSING
  - 作詞：TAKUYA∞ / 作曲：TAKUYA∞、彰

9thシングル。3rdアルバム『PROGLUTION』収録曲。
15. Roots
  - 作詞：TAKUYA∞ / 作曲：TAKUYA∞、彰

3rdアルバム『PROGLUTION』収録曲。
16. 激動
  - 作詞・作曲：TAKUYA∞

10thシングル。4thアルバム『AwakEVE』収録曲。アンコールとして収録されている。
17. just Melody
  - 作詞：TAKUYA∞, Alice ice / 作曲：TAKUYA∞、彰

3rdシングル。1stアルバム『Timeless』収録曲。アンコールとして収録されている。
18. Back Stage Story
"UVERworld PROGLUTION TOUR 2008"でのオフショットなどを収録。

## 初回生産限定盤

### CD
全作詞：TAKUYA∞, 編曲：UVERworld、平出悟
1. EMPTY96
  - 作曲：TAKUYA∞

2ndアルバム『BUGRIGHT』収録曲。2008年4月9日のNHKホールでの音源。DVD未収録。
2. forecast map 1955 ～ ENERGY
（forecast map 1955）
  - 作曲：TAKUYA∞

（ENERGY）
  - 作曲：TAKUYA∞

「forecast map 1955」は3rdアルバム『PROGLUTION』収録曲。「ENERGY」は9thシングル「浮世CROSSING」のカップリング曲。3rdアルバム『PROGLUTION』収録曲。同じく2008年4月9日の『NHKホール』での音源。
3. Rainy
  - 作曲：TAKUYA∞

8thシングル「シャカビーチ〜Laka Laka La〜」のカップリング曲。2008年6月2日に行われた"UVERworld PROGLUTION TOUR 2008"追加公演におけるZepp Tokyoでの音源。DVD未収録。

## 当日ライブセットリスト
UVERworld PROGLUTION TOUR 2008
(2008/04/09 in NHKホール)
- DVD未収録音源は赤字で表記。

1. to the world (SE)
2. brand new ancient
3. 病的希求日記
4. GROOVY GROOVY GROOVY
5. Revolve
6. Home 微熱39℃
7. EMPTY96
8. Colors of the Heart
9. 神集め
10. -forecast map 1955-
11. ENERGY (album ver.)
12. シャカビーチ〜Laka Laka La〜
13. 君の好きなうた
14. expod-digital
15. -妙策号外ORCHESTRA-
16. UNKNOWN ORCHESTRA (album ver.)
17. Nitro
18. endscape (album ver.)
19. D-tecnoLife (Album Version)
20. 浮世CROSSING
21. Roots

アンコール
1. 激動
2. SHAMROCK
3. just Melody (Album Version)